# Miner becut del Chaco
El miner becut del Chaco (Tarphonomus certhioides) és una espècie d'au passeriforme, una de les dues pertanyents al gènere Tarphonomus de la família Furnàrids. És nativa de les regions del Chaco i de la muntanya del centre-sud de Sud-amèrica.

## Distribució i hàbitat

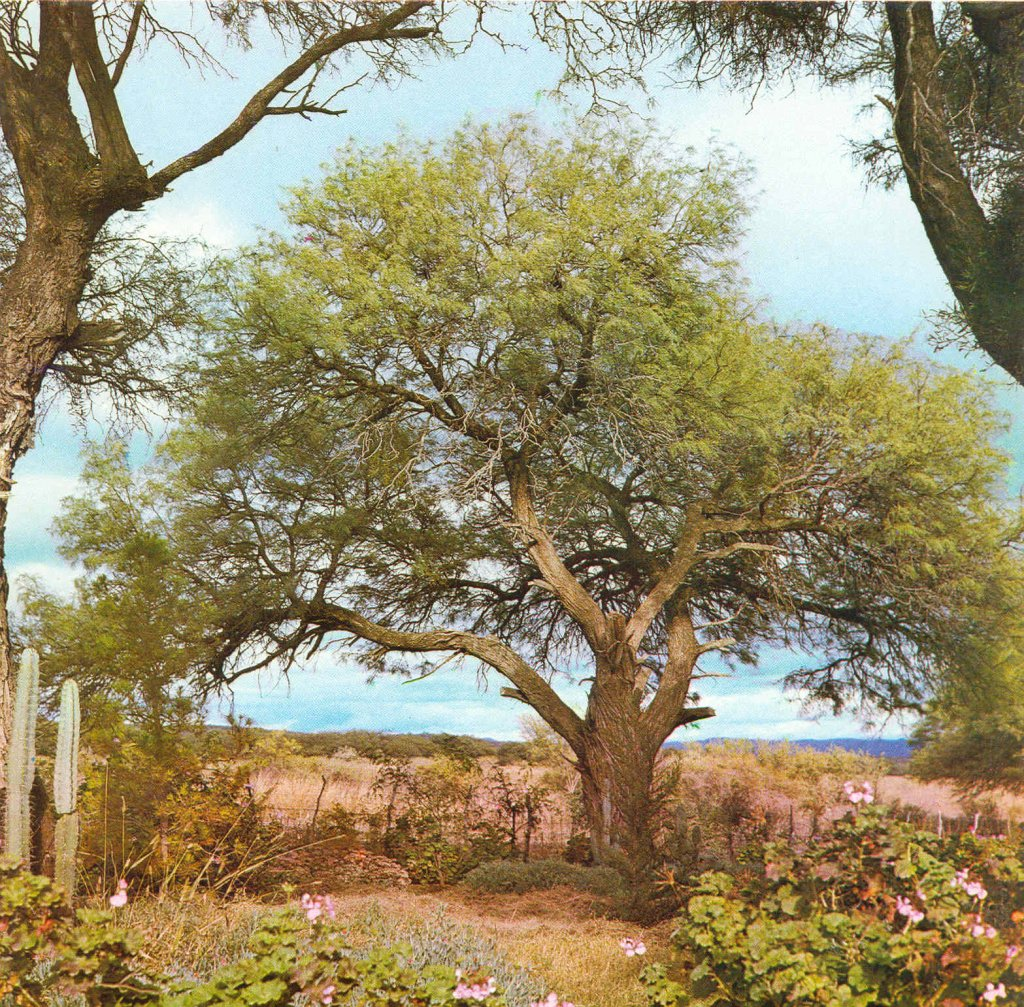
Vegetació típica del chaco, un dels hàbitats de l'espècie.

Es distribueix des del centre oest de Bolívia i oest del Paraguai, cap al sud per una gran extensió del territori argentí fins al nord de la Patagònia. Va ser registrada per primera vegada a l'extrem sud-oest del Brasil, en Barra do Quaraí, Rio Grande do Sul, l'any 2013.
És considerada poc comuna en el seu hàbitat natural, boscos i matolls del chaco i de la muntanya, especialment on el sotabosc és dens; fins als 1700 m d'altitud.

## Descripció
Mesura 16 cm de longitud i pesa entre 18 i 31 g. El bec, lleugerament corbat, té la maxila de color marró fosc i la mandíbula clara amb l'àpex marró. Les potes són de color marró fosc. L'iris és marró fosc. El dors és marró i el front castany. Per sota, la gola és blanca, i el ventre canyella amb els flancs marrons. Les ales són castanyes amb una taca blanquinosa al front. La cua és marró amb tons castanys.

## Comportament
Viu solitària o en parella, farratjant tant a terra com a la part baixa o mitjana dels arbres o dins els matolls, excepte quan canta. És inquieta i canta fort.

### Alimentació
La seva dieta consisteix en diversos tipus d'insectes i també d'ous d'altres aus.

### Reproducció
Nidifica entre els mesos de setembre a febrer. Construeix el niu en clots de branques o troncs, en esquerdes, en caixes-nius o en nius abandonats de Furnarius rufus. farceix la càmera amb pèls, borrissol suau de vegetals, papers, plàstics. La posta és de tres o quatre ous, ovoides, blavós celeste verdosos, que mesuren uns 23 x18 mm. La incubació dura entre 17 i 18 dies; els pollets són alimentats per tots dos pares i romanen al niu de 19 a 21 dies. Pateix parasitisme de posta de Molothrus bonariensis.

### Vocalització
El cant és una sèrie penetrant de sis a deu notes sonores, per exemple «chiií-chiií-chiií-chiíu».

## Sistemàtica

### Descripció original
L'espècie T. certhioides va ser descrita per primera vegada pels naturalistes francesos Alcide d'Orbigny i Frédéric de Lafresnaye l'any 1838, amb el nom científic Anabates certhioides; la seva localitat tipus és: «Corrents, Argentina.»

### Etimologia
El nom genèric masculí «Tarphonomus» deriva del grec «tarphos»: embullat, i «nomus»: residència; o sigui «que habita en els embullats»; i el nom de l'espècie «certhioides», deriva del gènere Certhia i del grec «oidēs»: que recorda; o sigui «que s'assembla a un Certhia».

### Taxonomia
Fins a l'any 2007 aquesta espècie era situada en el gènere Upucerthia o Ochetorhynchus També considerada coespecífica amb el miner becut de Bolívia (Tarphonomus harterti). Les variacions geogràfiques poden ser totalment o parcialment clinals, i la validesa de les subespècies és qüestionable; són necessaris més estudis de coloració de plomatge.

### Subespècies
Segons la classificació del Congrés Ornitològic Internacional (IOC) i Clements Checklist v.2018, es reconeixen tres subespècies, amb la seva corresponent distribució geogràfica:
- Tarphonomus certhioides estebani (1949) – des de l'extrem centro sud de Bolívia (Santa Cruz), nord de l'Argentina (Jujuy i Catamarca cap a l'est fins a Chaco i al sud fins a Córdoba) i oest del Paraguai.
- Tarphonomus certhioides luscinia (Burmeister, 1860) – oest de l'Argentina (San Juan, La Rioja i oest de Còrdova cap al sud fins a Mendoza i nord de Sant Luis).
- Tarphonomus certhioides certhioides (d'Orbigny & Lafresnaye, 1838) – nord-est de l'Argentina (est de Formosa i centre de Corrientes cap al sud fins a l'est de Rio Negro i sud-oest de Buenos Aires); extrem sud-oest de Rio Grande do Sul, sud del Brasil.